# Лешнів
Ле́шнів — село в Україні, у Бродівській міській громаді Золочівського району Львівської області. До 2020 року села Лешнів, Грималівка, Королівка, Лісове, Піски підпорядковувалися Лешнівській сільській раді, нині орган місцевого самоврядування — Бродівська міська рада. Населення становить 700 осіб.

## Географія
Село розташоване 20 км на північ від колишнього райцентру над річкою Слонівкою. Населений пункт лежить на території Малого Полісся.
На південь від села розташований Лешнівський заказник.

## Історія
Перша письмова згадка припадає на 1471 рік. Згадується у грамоті 7 травня 1487 року.
З історією села тісно пов'язаний рід Мацея Лесньовського — представника небагатого великопольського роду Лесньовських гербу Гримала, дідичним володінням яких було село Лесьньово (нині ґміна Лубово). Мацей Лесньовський, за даними польського дослідника Веслава Маєвського, увійшов у посідання волинськими маєтками — приданим дружини Марини Лащ, зокрема, Корсова, Сестрятина — після одруження. На їх «ґрунтах» він заснував містечко, яке назвав, у докладному перекладі з польської, звучить як Лєсьнюв, що з часом транформувалось у Лешнів. За іншими даними, Мацей Лесньовський взяв своє прізвище від назви населеного пункту.
Донька Мацея Лесньовського Катажина (її чоловік — староста луцький, канівський Геронім Харленський) у 1641 році продала містечко коронному гетьману Станіславу Конецпольському.
Лешнів мав магдебурзьке право та статус містечка до 1939 року. 
За радянських часів був створений колгосп ім. Т. Г. Шевченка з центральною садибою (конторою) у Лешневі, основним напрямком діяльності господарства було тваринництво, вирощування зернових та технічних культур.
12 червня 2020 року, відповідно до розпорядження Кабінету Міністрів України № 718-р «Про визначення адміністративних центрів та затвердження територій територіальних громад Львівської області», село увійшло до складу Бродівської міської громади.
19 липня 2020 року, в результаті адміністративно-територіальної реформи та ліквідації Бродівського району, село увійшло до складу новоствореного Золочівського району.

## Пам'ятки
До наших днів збереглися:

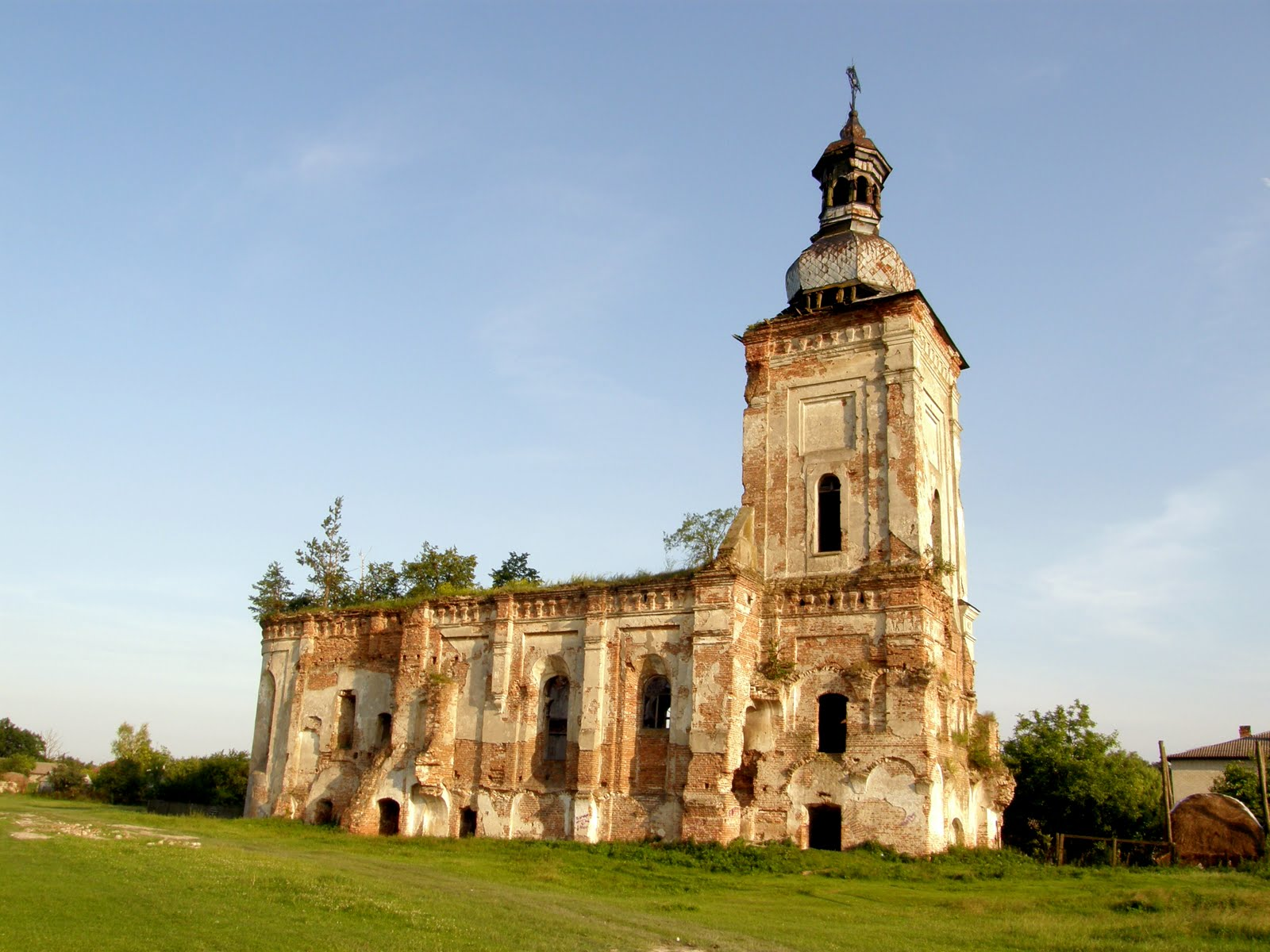
Костел бернардинського монастиря XVII ст.

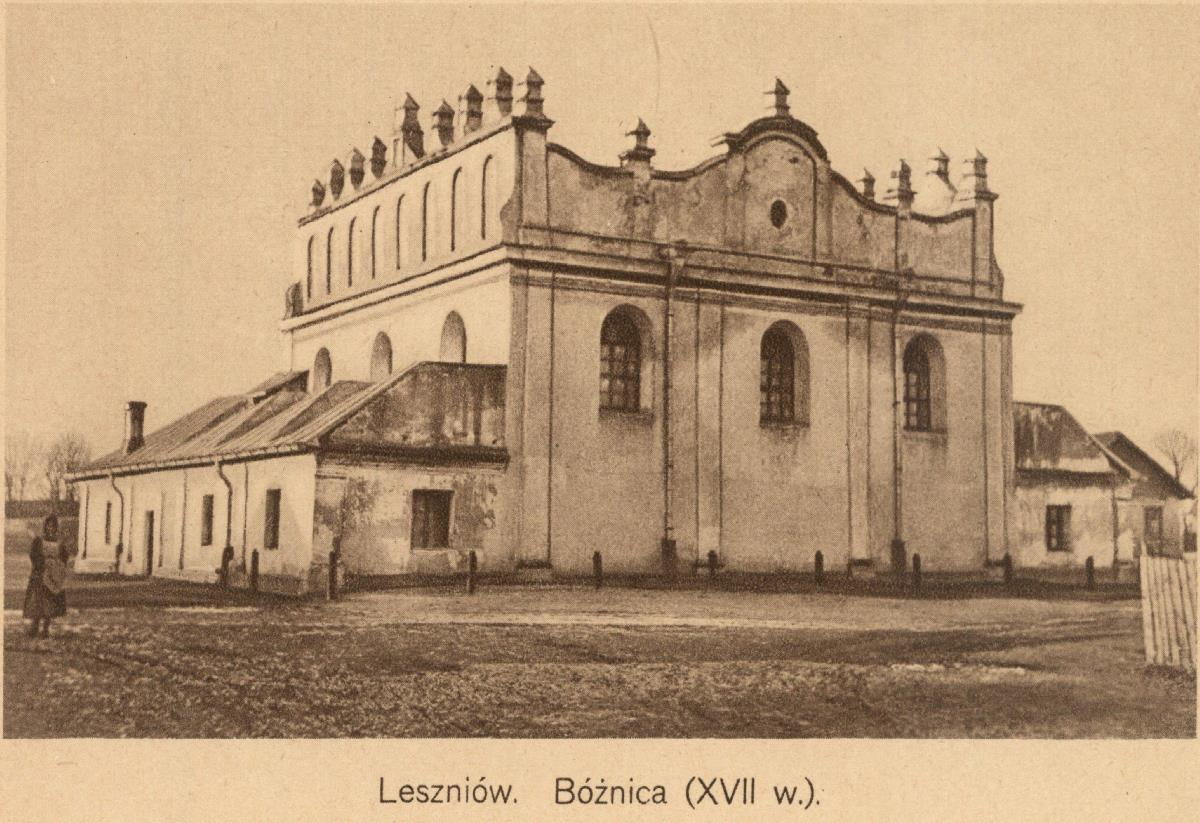
Синагога в Лешневі

- руїни костелу Бернардинського монастиря XVII ст. (архітектор Ян Вольф; найближчі аналогії — це костели в Туробині та Ухані)[10];
- земляні оборонні вали та рови;
- декілька старих будівель колишнього містечка.

В Лешневі була синагога, яку розібрали наприкінці 1950-х — на початку 1960-х років. Тепер цю цікаву в архітектурному плані споруду можна побачити лише на старих світлинах, поштівках або ж у давніх австрійських та польських путівниках.
Серед пам'яток нового часу — меморіальна таблиця керівнику Лешнівського кущового проводу ОУН, вістуну УПА Степану Мигалю на хаті, у якій він мешкав.

## Відомі люди

### Народилися
- Довгаль Оксана Володимирівна нар. 1975) — українська письменниця, педагог.
- Степан Клепарчук — священик УГКЦ, громадський діяч, письменник-мемуарист.
- Мигаль Степан Іванович — керівник Лешнівського кущового проводу ОУН, Лицар Срібного хреста бойової заслуги УПА 1 класу.
- Осташевський Йосиф (1890—1948) — священик Української греко-католицької церкви, декан Винниківський.
- Рудніцький Микола Романович (22 квітня 1982 — 24 серпня 2023) — український військовик, стрілець-помічник гранатометника. Учасник російсько-української війни. Загинув неподалік села Новоєгорівка Луганської області. Відповідно до Указу Президента України нагороджений орденом «За мужність» III ступеня (посмертно)[11].

### Перебували
- Олександр Вислоцький — український громадський та політичний діяч, сотник Армії УНР.
- о. Юліян Дзерович — галицький педагог, церковний та освітньо-культурний діяч, меценат, професор Бродівської цісарсько-королівської гімназії імені кронпринца Рудольфа та львівської Богословської академії, останній голова Головного Товариства «Просвіта» у Львові.
- Осинський Антон — львівський скульптор, автор скульптур в місцевому костелі Святого Мацея.

## Парохи і адміністратори Лешнева
- о. Ілля Васиянович (до 1835);
- о. Олексій Штокаль (1835—1838, адміністратор);
- о. Петро Шанковський (1838—1841);
- о. Михайло Лотоцький (1841—1842, адміністратор; 1842—1861, парох);
- о. Іван Лазаревич (1861—1863);
- о. Юліян Онишкевич (1863—1871, адміністратор, 1871—1877, парох);
- о. Євген Лотоцький (1878—1901);
- о. Микола Галянт (1901—1902, адміністратор);
- о. Микола Герасимович (1902—1919);
- о. Юліян Рудкевич (1921—[1944]).